# 普尼亚多雷斯
普尼亚多雷斯（法語：Pougnadoresse，法語發音：[puɲadɔʁɛs]）是法国加尔省的一个市镇，属于尼姆区。

## 地理
普尼亚多雷斯（44°5'32"N, 4°30'22"E）面积7.65 平方千米，位于法国奧克西塔尼大區加尔省，该省份为法国南部沿海省份，南端濒地中海，北起顺时针与阿尔代什省、沃克吕兹省、罗讷河口省、埃罗省、阿韦龙省和洛泽尔省接壤。
与普尼亚多雷斯接壤的市镇（或旧市镇、城区）包括：拉巴斯蒂德当格拉、拉卡佩勒和马斯莫莱讷、卡维亚尔格、勒潘、瓦拉布里。

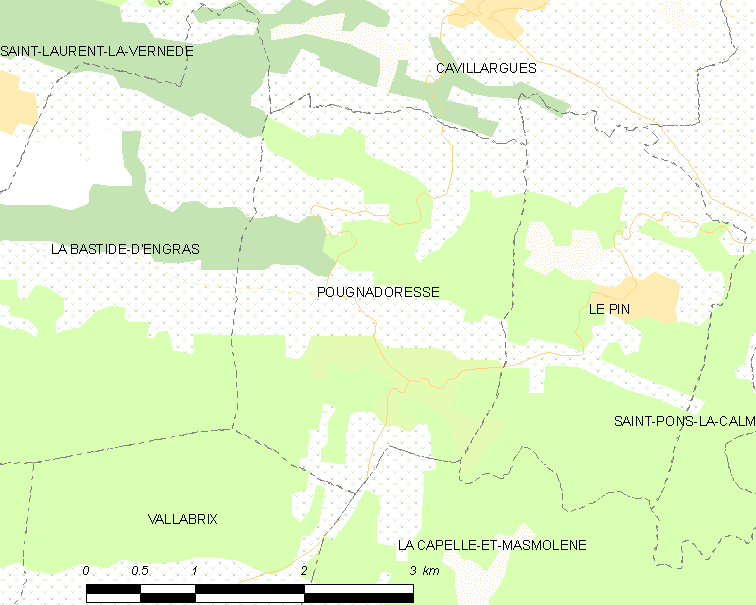
普尼亚多雷斯的OSM定位图

普尼亚多雷斯的时区为UTC+01:00、UTC+02:00（夏令时）。

## 行政
普尼亚多雷斯的邮政编码为30330，INSEE市镇编码为30205。

## 政治
普尼亚多雷斯所属的省级选区为于泽斯县。

## 人口

1962-2008年间普尼亚多雷斯人口变化图示

普尼亚多雷斯于2022年1月1日时的人口数量为263人。